# Дзуан Франческо Вениер
Дзуан Франческо Вениер (на италиански: Zuan Francesco Venier; † 1518) е съгосподар на гръцкия остров Китира, подвластен на Венецианската република.

## Произход
Произхожда от патрицианската венецианска фамилия Вениер. Син е на Моизè Вениер (ок. 1412 – 1476) и Катерина Витури.

## Брак и потомство
∞ 1479 за Фиоренца Сомарипа († 1518), дъщеря на господаря на остров Парос, от която има двама сина и една дъщеря:
- Николо Вениер, господар на Парос от 1518 до 1530 г.
- Моизе Вениер, ∞ за Елена Дона и баща на дожа на Венеция Себастиано Вениер.
- Чечилия Вениер, господарка на Парос от 1531 до 1537 г.